# Novembre 1830

## Événements

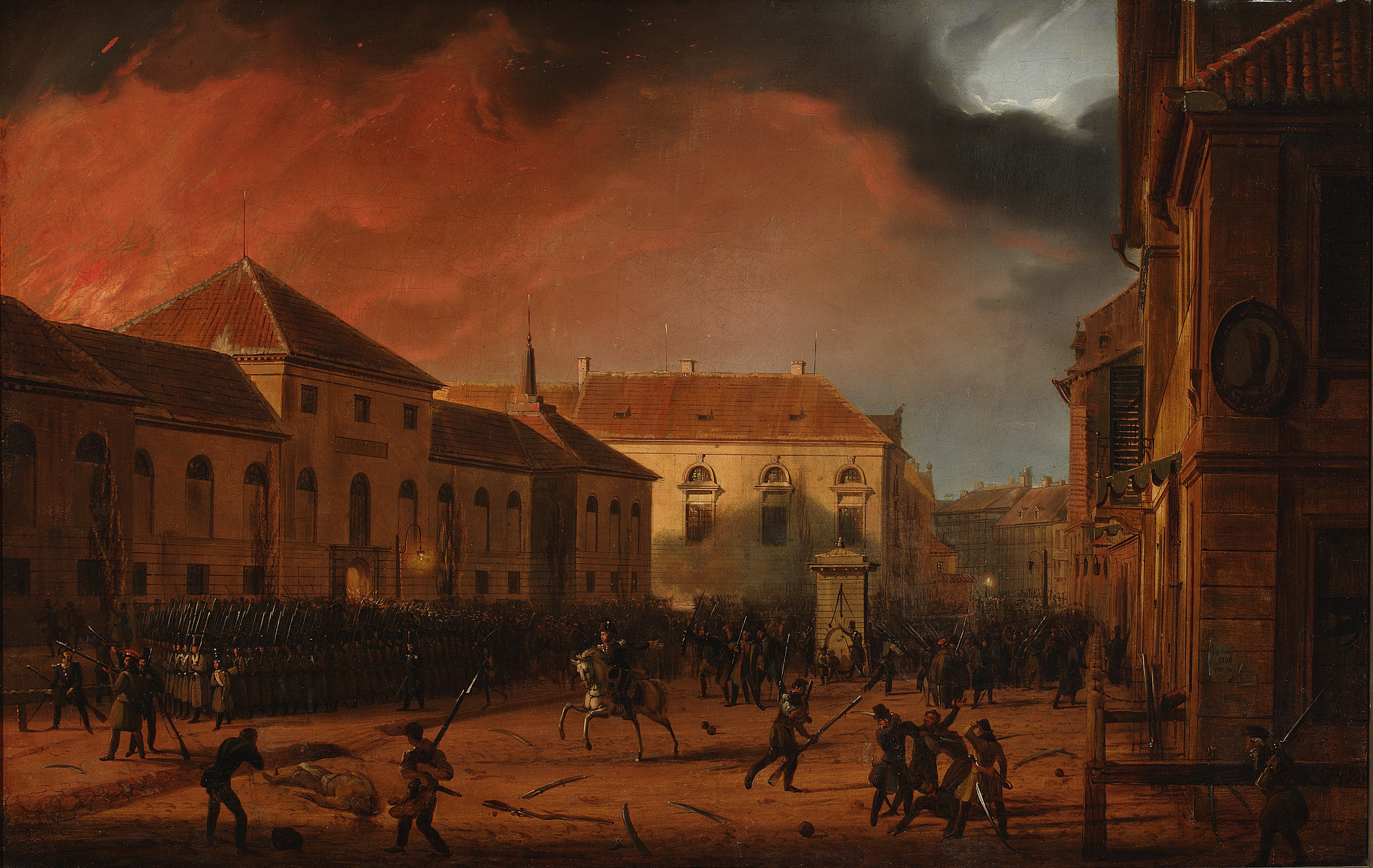
Marcin Zaleski : La prise de l’Arsenal

- Révolte de « Captain Swing » (Swing riots) dans les comtés ruraux du sud-est de l’Angleterre, rapidement étouffée. Des travailleurs agricoles protestent contre l’introduction de batteuses mécaniques et la dureté de leurs conditions de travail.

- 2 novembre, France : gouvernement Laffitte, un gouvernement d'hommes d'affaires : Jacques Laffitte (parti du mouvement) est nommé président du Conseil en cumulant cette fonction avec le ministère des Finances. Adolphe Thiers est nommé secrétaire d'État aux Finances. Le maréchal Maison est ministre des Affaires étrangères en remplacement de Molé. Le comte de Montalivet est ministre de l'Intérieur en remplacement de Guizot. Joseph Mérilhou devient ministre de l'Instruction publique et des Cultes.

- 3 novembre, France : inauguration de l'église Saint-Louis de La Roche-sur-Yon, alors appelée Bourbon-Vendée[1].

- 4 novembre, France : Charles Philipon commence la publication de l'hebdomadaire satirique La Caricature avec des contributions de Daumier.

- 8 novembre : début du règne de Ferdinand II, roi des Deux-Siciles.

- 10 novembre : ouverture du Congrès National belge[2]. Ce Congrès édicte une constitution d'inspiration libérale et décide de donner à la Belgique un statut de monarchie constitutionnelle tout en excluant de la couronne de Belgique les membres de la famille royale hollandaise, la maison d'Orange-Nassau.

- 13 novembre :
  - Giuseppe Mazzini est arrêté et emprisonné à Savone. Acquitté en 1831, il part en exil à Marseille.
  - Le Rouge et le Noir, roman de Stendhal.

- 15 novembre, Royaume-Uni : la chambre des Communes élue après la mort de George IV du Royaume-Uni renverse le gouvernement tory de Wellington.

- 17 novembre, France : à l'occasion d'un remaniement ministériel, le général-comte Sébastiani de la Porta devient ministre des Affaires étrangères en remplacement du maréchal Maison, nommé ambassadeur à Vienne, tandis que le comte d'Argout le remplace à la Marine. Le maréchal Soult remplace le maréchal Gérard, jugé trop belliqueux dans les affaires belges, au ministère de la Guerre.

- 18 novembre :
  - Confirmation, cette fois, de la déclaration d'indépendance par le congrès national belge[3].
  - Le tsar Nicolas Ier de Russie, qui veut intervenir contre les Belges au nom de la Sainte-Alliance, donne l’ordre de mobilisation des troupes polonaises.
  - Benjamin Constant échoue encore à l'Académie française.
  - Élections à l'Académie française de Victor Cousin et de Viennet.

- 19 novembre, France : Constant prononce son dernier discours à la Chambre.

- 22 novembre, Royaume-uni : début du ministère whig du comte Charles Earl Grey, Premier ministre du Royaume-Uni (fin en 1834). Palmerson est nommé ministre des Affaires étrangères (1830-1841 et 1846-1851).

- 25 novembre : Honoré de Balzac fait paraître Sarrasine.

- 29 novembre : début de l'insurrection de Novembre (fin en 1831). Des soulèvements de patriotes polonais sont écrasés dans le sang par la Russie.
  - À Varsovie, dans la nuit du 29 au 30 novembre, une petite troupe de conspirateurs civils attaque le palais du Belvédère où réside le grand-duc Constantin ; au même moment les cadets de l’école des officiers défilant dans la Vieille Ville se heurtent aux soldats russes. Le grand-duc s’enfuit dans la confusion, les généraux polonais refusent de suivre les cadets. Quelques-uns sont mis à mort, la majorité des troupes polonaises continuant d’obéir aux ordres. Les quartiers riches de la ville restent calmes, mais le secteur populaire s’empare des armes de l’arsenal. Constantin refuse d’engager ses troupes, et au matin, les jeunes révolutionnaires sont maîtres de la capitale. Les autorités impériales russes sont chassées de Varsovie.
  - Le ministre du Trésor et de l’Industrie Drucki-Lubecki prend les choses en main afin de négocier avec le tsar et de maintenir le mouvement révolutionnaire dans des voies modérées : il crée un Conseil administratif. Les patriotes mettent un club sur pied, la Société patriotique, dont un des chefs est l’historien Joachim Lelewel.

## Naissances
- 4 novembre : Paul Topinard (mort en 1911), médecin et anthropologue français.
- 6 novembre : John Whitaker Hulke (mort en 1895), chirurgien et géologue britannique.
- 22 novembre : Pierre Cuzacq, géomètre et écrivain français († 3 mai 1903).

## Décès
- 9 novembre : Jan Śniadecki (né en 1756), mathématicien, philosophe et astronome polonais.
- 18 novembre : Franco Andrea Bonelli, ornithologue et collectionneur italien (° 1784).
- 20 novembre : Honoré Flaugergues (né en 1755), astronome amateur français.
- 30 novembre : Pie VIII, pape, né Francesco Saverio Maria Felice Castiglioni (° 20 novembre 1761)